# Аанду

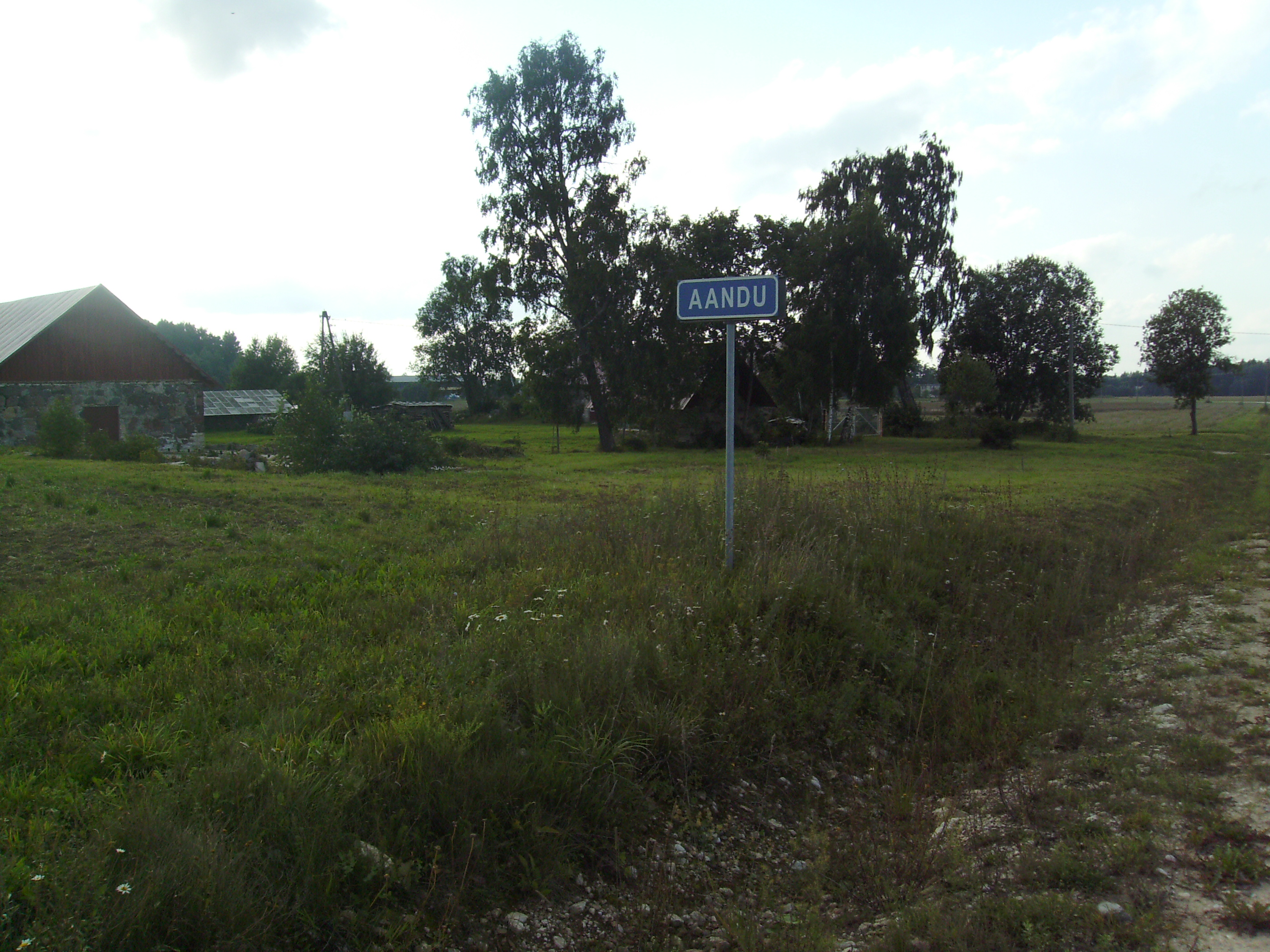
Село Аанду

Аанду (ест. Aandu) — село у волості Кохіла  Рапламааського повіту Естонії. Перша згадка про село ( Sandae) сягає 1241 року.
У селі Аанду розташовуються дві карстові ділянки і два вікових дуби.
У селі провів молоді роки естонський політик Яан Теемант.